# Putte (Bélgica)
Putte es una localidad y municipio de la provincia de Amberes en Bélgica. Sus municipios vecinos son Berlaar, Bonheiden, Heist-op-den-Berg, Keerbergen, Lier y Sint-Katelijne-Waver. Tiene una superficie de 35,0 km² y una población en 2018 de 17.584 habitantes, siendo los habitantes en edad laboral el 63% de la población.

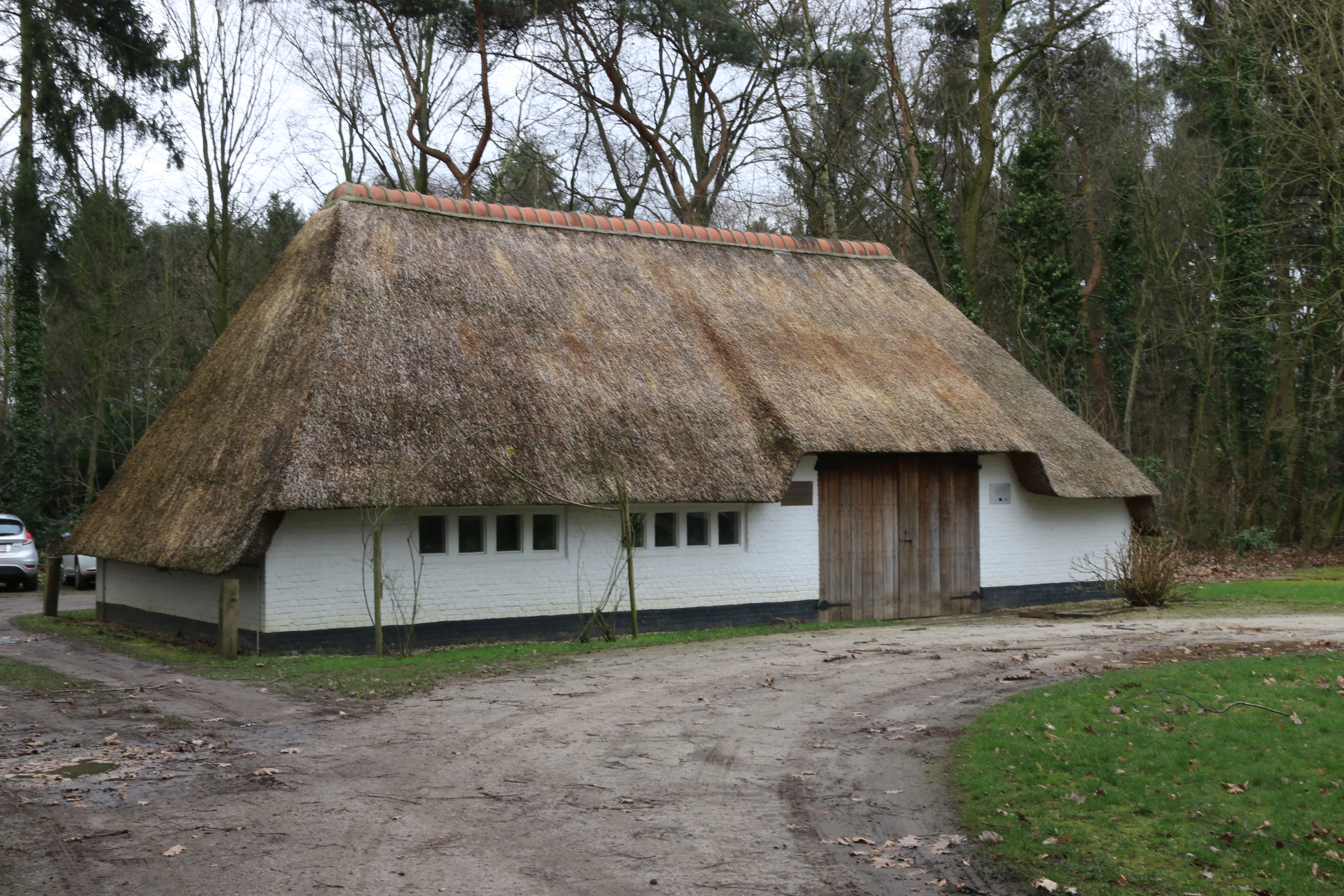
Granero en Beerzel.

Putte no debe confundirse con Putte (Países Bajos) ni con otras aldeas de Bélgica con el mismo nombre.
El monte Beerzelberg, de 51,60 m de altitud, es el punto más alto de la provincia de Amberes y se encuentra en la villa de Beerzel.

## Localidades del municipio
- Putte
- Beerzel
- Grasheide
- Peulis

## Demografía

### Evolución
Todos los datos históricos relativos al actual municipio, el siguiente gráfico refleja su evolución demográfica, incluyendo municipios después de efectuada la fusión el 1 de enero de 1977.
| Gráfica de evolución demográfica de Putte entre 1846 y 2020 |
|                                                             |

## Ciudades hermanadas
- Oudenbosch, en Países Bajos.